# Zakrzówek Szlachecki
Zakrzówek Szlachecki – wieś w Polsce położona w województwie łódzkim, w powiecie radomszczańskim, w gminie Ładzice.
W latach 1975–1998 miejscowość administracyjnie należała do województwa piotrkowskiego.
W Zakrzówku Szlacheckim urodził się Jan Krawczyk – polski kolarz szosowy, reprezentant Polski, medalista mistrzostw Polski.